# Serge Haroche
Serge Haroche (Casablanca, 11 de setembre de 1944) és un físic francès especialitzat a l'àmbit de la física quàntica. Va rebre la medalla d'or del CNRS el 2 de juny de 2009 i el 9 d'octubre de 2012 va ser guardonat, conjuntament amb l'estatunidenc David Wineland, amb el Premi Nobel de física